# Octavi Tarres Garcia
Octavi Tarrés Garcia (Barcellona, 12 agosto 1977) è un ex hockeista su pista spagnolo.

## Palmarès

### Giocatore

#### Club

##### Competizioni nazionali
- Supercoppa di Spagna: 3

Barcellona: 2005, 2007, 2008
- Campionato spagnolo: 6

Barcellona: 2005-2006, 2006-2007, 2007-2008, 2008-2009, 2009-2010, 2013-2014
- Coppa del Re: 1

Barcellona: 2007

##### Competizioni internazionali
- Coppa CERS/WSE: 1

Barcellona: 2005-2006
- Supercoppa d'Europa/Coppa Continentale: 4

Barcellona: 2005-2006, 2006-2007, 2007-2008, 2008-2009
- CERH European League: 3

Barcellona: 2006-2007, 2007-2008, 2009-2010
- Coppa Intercontinentale: 2

Barcellona: 2006, 2008